# Felipe Rivero y Lemoine
Felipe Rivero y Lemoine (castellà: Felipe Rivero)  (Sucre, 1797 - Madrid, 8 de setembre de 1873) va ser un militar espanyol d'origen altperuà, després de la batalla d'Ayacucho va emigrar a Espanya on va arribar a exercir importants càrrecs públics. Va ser governador de Santo Domingo entre 1862 i 1863.

## Biografia
Va néixer a la ciutat de la Plata (actual Sucre), el si d'una família de l'aristocràcia altoperuana. Va ser fill del doctor en lleis Juan Francisco Rivera Vieyra, natural de Buenos Aires, i Bàrbara Lemoine de Villavicencio, natural de Chuquisaca i filla del mestre de camp Juan Bautista de Lemoine. El seu pare va exercir com a governador subdelegat del partit de Cinti i després del de Larecaja en la Província de la Paz, també fou tinent coronel de milícies. En 1810, degut a les revoltes independentistes la seva família emigraria a la província de Puno. Va ingressar al costat dels seus germans a l'exèrcit reialista, en 1812 va ser admès com a cadet en el batalló Lleuger del Centre, cos d'infanteria en el qual realitzaria tota la seva carrera militar al Perú i en el qual en 1824 arribaria a aconseguir el grau de comandant i cap en substitució de l'aleshores coronel Baldomero Espartero, a qui el virrey havia enviat de comissió a Espanya. Al comandament d'aquest cos va combatre amb distinció en la batalla d'Ayacucho.
Després de la derrota reialista i la perduda del Perú va marxar a la metròpoli en companyia del seu antic cap Espartero, en la península va romandre en situació d'indefinit fins a 1828 quan es va reincorporar al servei actiu. En 1831 va ser ascendit a coronel i durant la primera guerra carlina va ascendir a tinent general. En 1838 havia estat nomenat Comandant General de la Guàrdia Reial d'Infanteria, i després successivament Capità General del vuitè Districte, d'Aragó, de Castella la Vella i Andalusia i també fou escollit senador. En 1862 va ser nomenat governador de Santo Domingo, que havia estat recentment annexat per la corona espanyola, va carregar que va complir fins a l'any següent.
Al seu retorn a Espanya es va exercir com a President del Tribunal Suprem de Guerra i Marina, i President del Consell Suprem de la Guerra, càrrec que ocuparia fins a la seva defunció el 8 de setembre de 1873. També fou ministre de Ministre de Marina al darrer govern de Leopoldo O'Donnell. Al llarg de la seva vida va ostentar a més les condecoracions militars de les grans creus d'Isabel la Catòlica, de Carles III, de Sant Ferran i de Sant Hermenegild.
El seu germà José Claudio, també antic oficial reialista però que va optar per romandre en la nova República de Bolívia, va contreure matrimoni amb la filla única del general absolutista Pedro Antonio Olañeta, amb qui va tenir nombrosa descendència.